# 奧萊克西奇
49°15′7″N 23°57′30″E / 49.25194°N 23.95833°E
奧莱克西奇（烏克蘭語：Олексичі），是烏克蘭的村庄，位於該國西部利沃夫州，由斯特雷區斯特雷市鎮負責管轄，始建於1850年，面積12.55平方公里，海拔高度291米，2001年該城鎮人口674。